# El comisario de Tranco Largo
El comisario de Tranco Largo es una película de Argentina en blanco y negro dirigida por Leopoldo Torres Ríos según su propio guion sobre la obra homónima de Alberto Vacarezza que se estrenó el 21 de octubre de 1942 y que tuvo como protagonistas a Alí Salem de Baraja, Mario Baroffio, Isabel Figlioli, Ada Méndez, Pedro Maratea y Susana Campos.

## Sinopsis
El dueño de un almacén debe suplantar al comisario del pueblo, que ha muerto durante la huelga en un obraje que provocara actitudes de violencia y, finalmente, descubre a los asesinos.

## Reparto
- Alí Salem de Baraja …José Julián Califa
- Mario Baroffio …Don Ramiro
- Isabel Figlioli
- Ada Méndez
- Pepito Petray
- Pedro Maratea …Aniceto Vargas
- Claudio Martino
- Lydia Quintana …Luciana
- Susana Campos
- Antonio Capuano
- Marino Seré
- Joaquín Petrosino …Sargento
- Carlos Castro Volpe
- Francisco Torres
- Orestes Soriani
- Carlos Fioriti …Saúl
- Enrique Giacovino
- Adolfo Linvel …Amigo de Califa
- José A. Cerappi
- Laura Moreno
- Warly Ceriani

## Comentarios
Para Manrupe y Portela es una comedia con toques de crítica social y la crónica de El Mundo dijo:

”El director…defiende de la mejor forma un tema al que las necesidades de servir a un cómico radiotelefónico obligan a rebajar el tono”